# B The Beginning
B: The Beginning est une série d'animation japonaise en 12 épisodes de 25-27 minutes, diffusée depuis le 2 mars 2018 sur Netflix. La série est renouvelée pour une deuxième saison lors du Festival international du film d'animation d'Annecy par Netflix, elle sort le 12 mars 2021. 

## Synopsis
Dans un monde alimenté par une technologie de pointe, l'histoire et l'action prennent place dans la nation hiérarchique de Crémone. Koku, le protagoniste. Keith, l'inspecteur légendaire du RIS, le Royal Investigation Service. Une organisation criminelle mystérieuse. Une grande variété de personnages courent à travers la ville fortifiée car ils sont assaillis par le tueur en série, « Killer B », et une série de crimes qui mélange le réel et le fantastique.

## Personnages
Keith Kazama Flick
Voix japonaise : Hiroaki Hirata, voix française : Alexandre Crépet
Koku
Voix japonaise : Yūki Kaji, voix française : Olivier Prémel
Lily Hoshina
Voix japonaise : Asami Seto, voix française : Helena Coppejans
Eric Toga
Voix japonaise : Hiroki Tōchi, voix française : Jean-Michel Vovk
Boris Meier
Voix japonaise : Minoru Inaba, voix française : Michel Hinderyckx
Kaela Yoshinaga
Voix japonaise : Ami Koshimizu
Brian Brandon
Voix japonaise : Toshiyuki Toyonaga, voix française : Pierre Le Bec
Mario Luís Zurita
Voix japonaise : Shintarō Tanaka, voix française : Nicolas Matthys
Jean-Henri Richard
Voix japonaise : Atsushi Goto, voix française : Patrick Waleffe
Gilbert Ross
Voix japonaise : Toshiyuki Morikawa, voix française : Bruno Mullenaerts
Laica
Voix japonaise : Yu Kitada
Minatsuki
Voix japonaise : Kaito Ishikawa, voix française : Sébastien Hébrant
Yuna
Voix japonaise : , voix française : Delphine Chauvier
Takeshi Kotobuki
Voix japonaise : , voix française : Grégory Praet
Kamui et Queen
Voix japonaise : , voix française : Patrick Donnay

## Production
Netflix annonce la série le 24 février 2016, avançant que ses 12 épisodes seront diffusés dans près de 190 pays dans le monde. Le titre originel de la série, Perfect Bones, est changé par la suite pour B: The Beginning. La série est produite par le studio Production I.G. Kazuto Nakazawa en est le réalisateur, le chara-designer et le superviseur de l'animation, Yoshiki Yamakawa en est le co-réalisateur, Katsuya Ishida le scénariste, et Yoshihiro Ike le compositeur de la bande originale.
Le générique d'ouverture est The Perfect World interprété par Marty Friedman en collaboration avec le chanteur Jean-Ken Johnny (Man with a Mission), le bassiste KenKen et Kōji Fujimoto. La série est mise en ligne le 2 mars 2018.
Netflix annonce la production d'une seconde saison durant le Festival international du film d'animation d'Annecy 2018.

## Fiche technique
- Titre : B: The Beginning
- Réalisation : Kazuto Nakazawa et Yoshinobu Yamakawa
- Scénario : Katsuya Ishida
- Photographie : Eiji Arai
- Direction artistique : Takanori Tanaka
- Montage : Junichi Uematsu
- Animation : Chieko Miyakawa, Hidekazu Shimamura, Kazuto Nakazawa, Mai Hakuhara, Maki Kawano, Meiko Nagashima, Mitsue Mori, Miyuki Nakamura, Ryota Furukawa, Ryota Nino, Satoru Nakamura, Tooru Ookubo, Yasuko Takahashi et Yoshinobu Yamakawa
- Musique : Yoshihiro Ike
- Production : Rui Kuroki
- Sociétés de production : Production I.G
- Société de distribution :
- Chaîne d'origine : Netflix
- Pays d'origine :  Japon
- Langue originale : japonais
- Genre : Science-fiction
- Durée : 25-27 minutes